# Farrea intermedia
Farrea intermedia är en svampdjursart som först beskrevs av Marshall och Meyer 1877.  Farrea intermedia ingår i släktet Farrea och familjen Farreidae.
Artens utbredningsområde är Filippinerna. Inga underarter finns listade i Catalogue of Life.